# Ulalume

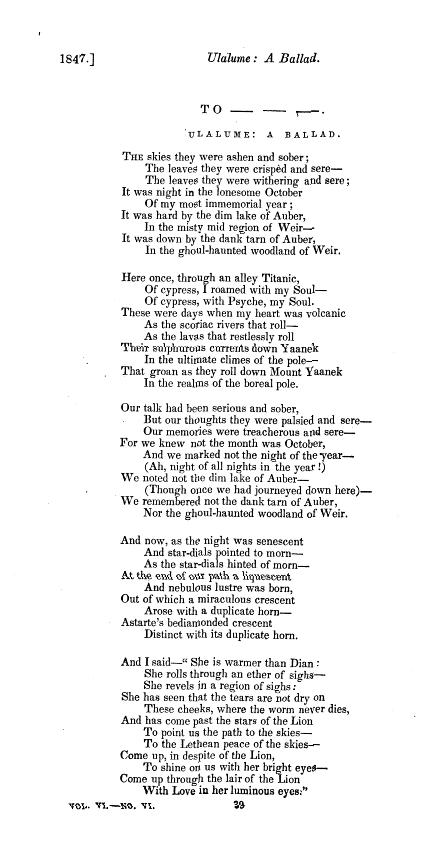
„Ulalume” la prima apariție în American Review din 1847

„Ulalume”  este un poem al scriitorului american Edgar Allan Poe, care a fost publicat în 1847. La fel ca și alte câteva poeme ale lui Poe (cum ar fi „Corbul”, „Annabel Lee” și „Lenore”), „Ulalume” se concentrează asupra pierderii iubitei naratorului ca urmare a morții ei. Poe a scris inițial poezia ca o operă oratorică și, ca atare, poemul este cunoscut pentru accentul pus pe sunet. În plus, sunt făcute mai multe aluzii, mai ales la mitologie, iar identitatea Ulalumei, dacă era o persoană reală sau nu, a fost un subiect de dezbatere.
Criticul Vladimir Streinu îl considera o cantilenă funebră ce evoca „marșul hipnotic sub pătrarul lunei, către neașteptatul mormânt
al Ulalumei”, sugerând atracția necrofilă exercitată de ideea morții asupra sensibilității sale amoroase ce oscilează între serafism (credința într-un spațiu astral în care va întâlni sufletele iubitelor) și macabru (contemplarea descompunerii materiei).

## Rezumat
Acțiunea poemului are loc într-o noapte de „singuratic octombrie”, cu un cer gri și cu frunze ce se ofilesc. În regiunea Weir, lângă lacul Auber, naratorul trece cu o inimă „vulcanică”. El are o discuție „serioasă și sobră” cu sufletul său, fără a-și da seama că este octombrie sau încotro se îndreaptă. Naratorul privește cerul pe când noaptea dispărea, remarcând o stea strălucitoare și o întreabă dacă știe că lacrimile de pe obrajii lui nu s-au uscat încă. Sufletul său, cu toate acestea, nu are încredere în stea și în locul unde îl duce ea. În timp ce naratorul își liniștește sufletul, el își dă seama că a mers inconștient la mormântul „Ulalumei pierdute” chiar în acea noapte în care o îngropase acolo cu un an înainte.

## Analiză
Spre deosebire de poemul „Annabel Lee”, acest poem prezintă un narator care nu este conștient de întoarcerea sa la mormântul iubitei sale pierdute. Acest lucru relevă dependența naratorului de Ulalume și de dragostea ei; pierderea ei nu-l lasă doar trist, ci absolut devastat și, vizitându-i mormântul, el se expune inconștient unui chin auto-provocat. Poemul pune un accent puternic pe degradare și deteriorare: frunzele sunt „ofilite” și gândurile naratorului sunt „paralizate”. Ca și multe din poemele ulterioare ale lui Poe, „Ulalume” are un ritm și o muzicalitate puternică. Versurile sunt intenționat sonore, construite în jurul sunet pentru a crea sentimente de tristețe și suferință. Poemul utilizează o temă frecventă a lui Poe și anume tema „moartea unei femei frumoase”, pe care el o considera ca fiind „subiectul cel mai poetic din lume”. Folosirea acestei teme a fost adesea sugerată de criticii și biografii lui Poe ca fiind autobiografică, ea decurgând din pierderea repetată a femeilor de-a lungul vieții lui Poe, inclusiv mama sa Eliza Poe și mama sa adoptivă Frances Allan.
Identitatea Ulalumei din poezie este incertă. Cercetătorul și ruda îndepărtată a lui Poe, Harry Lee Poe, a spus că poemul este autobiografic și arată durerea lui Poe față de moartea recentă a soției sale Virginia. Cercetătorul Scott Peeples notează că „Ulalume” este o continuare la „Corbul”. Poetic, numele Ulalume scoate în evidență sunetul literei „L”, un truc frecvent întâlnit la personajele feminine ale lui Poe precum „Eulalie”, „Lenore” și „Annabel Lee”. În cazul în care reprezintă într-adevăr o iubită decedată, alegerea lui Poe de a se referi la Ulalume ca „lucrul” și „secretul” nu pare să menționeze termeni duioși. Într-o viziune posibilă, Ulalume ar putea reprezenta moartea însăși.
Trecerea bruscă de la speranță la tristețe și remușcare în finalul poemului reflectă gândurile poetului ce nu mai credea că are îngăduința de a fi fericit, fiind întâlnit și în povestirea „Morella”.

### Aluzii

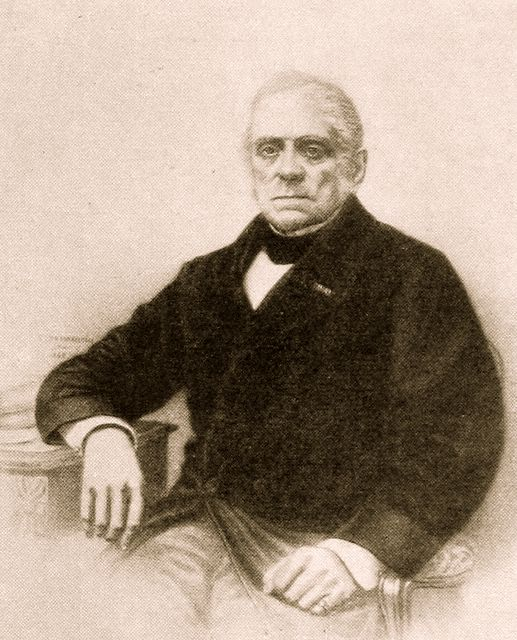
„Lacul cețos Auber” poate fi o referire la compozitorul Daniel François Esprit Auber.

Cercetătorii au realizat o activitate intensă pentru a identifica toate aluziile lui Poe, în special Thomas Ollive Mabbott, deși alți savanți sugerează că numele din cuprinsul poemului trebuie să fi fost folosite numai datorită sunetelor lor poetice. Titlul însuși sugerează jalea (din latinescul ululare). Numele ar putea fi, de asemenea, o aluzie la latinescul lumen, o lumină ce simbolizează întristarea. Naratorul își personifică sufletul ca grecescul Psyche, reprezentând partea irațională, dar atentă a subconștientului său. Psyche este primul care simte că ei merg pe jos și primul care își dă seama că au ajuns la mormântul Ulalumei. 
Steaua strălucitoare pe care o văd este Astarte, o zeiță asociată cu Venus, precum și cu fertilitatea și sexualitatea. „Planeta scânteind păcătoasă” din versetul final original este o altă referire la Venus. Astarte ar putea reprezenta tentația sexuală sau o viziune a idealului. Muntele Yaanek, cu „râuri de pucioasă” din „extrema climă, la pol”, a fost asociat cu Muntele Erebus, un vulcan din Antarctica descoperit în 1841, deși locația Yaanek este specificată ca fiind în „imperiile borealului pol”, indicând o locație ficțională arctică mai degrabă decât una antarctică. Auber și Weir din poem s-ar putea referi la doi contemporani ai lui Poe: Daniel François Esprit Auber, un compozitor de melodii de operă triste, și Robert Walter Weir, un pictor al Hudson River School, faimoasă pentru peisajele sale.

## Istoricul publicării
Povestea scrierii acestui poem i-a fost relatată poetului și traducătorului francez Stéphane Mallarmé într-o scrisoare trimisă de Sarah Helen Whitman, una dintre femeile pe care Poe le-a iubit, și care a fost publicată de Mallarmé în anexele traducerii franceze a operei poetice a lui Poe: „Mărturisesc că nu am înțeles nici eu poema, cu toate că am fost captivată de decorul funebru și de vraja muzicii ei, înainte ca tema să-mi fi fost explicată de Poe: el a scris-o sau a conceput-o într'o noapte, la Fordham, în toamna care urmă
morții soției sale Virginia; în apropierea casei sale era o alee de arbori mari pe care trecea ore întregi plimbându-se dela un capăt la altul, gândind la singurătatea lui mai presus de orice și întrebând viitorul dacă depărtările mai păstrau pentru el vre-o rază de nădejde sau de dragoste, în sinistra adâncime a umbrelor. Într'una din aceste plimbări singuratice făcute în acel Octomvrie dezolat al celui mai imemorial an al său, miezul nopții trecuse de mult fără să bage de seamă, și cadranele stelelor începuseră să-și vorbească despre dimineață, când văzu urcându-se la orizontul răsăritean planeta Venus, steaua cu corn a speranței și a dragostei, și intrând în constelația Leului. Trecu vizuina Leului / Cu dragoste în luminoșii ei ochi. Numai o clipă binecuvântată, sperând împotriva speranței,
o salută în numele unei fericiri care ar mai fi putut fi: până ce băgă de seamă că planeta se ridică chiar deasupra mormântului Virginiei. Atunci împovărat de acea superstiție a remușcărilor care se pare că l-a vizitat totdeauna când gândurile se întorceau dela visurile unei fericiri la amintirea dragostei pierdute, strigă: „Ah! ce demon m'a dus pe aceste locuri?”.
Poe a scris poemul la cererea reverendului Cotesworth Bronson, care i-a cerut Poe o poezie pe care să o poată citi la una din prelegerile sale despre vorbitul în public. El i-a cerut Poe ceva cu „expresie și varietate vocală”. Bronson a decis să nu folosească poemul pe care i l-a trimis Poe, „Ulalume”. Poe a trimis poemul apoi revistei Sartain's Union Magazine, care l-a refuzat pe motiv că este prea stufos. Poe a văzut probabil cererea lui Bronson ca o provocare personală, precum și ca o oportunitate de a-și consolida renumele, mai ales după ce își demonstrase, de asemenea, stilul său oratoric în poemul anterior „Corbul”.
„Ulalume - A Ballad” a fost în cele din urmă publicat, deși anonim, în decembrie 1847 în revista American Whig Review. Inițial, Poe își vânduse eseul „The Rationale of Verse”, nepublicat apoi, editorului revistei Review', George Hooker Colton. Colton nu a tipărit imediat manuscrisul, așa că Poe l-a schimbat cu „Ulalume”.
El a fost retipărit de Nathaniel Parker Willis, tot anonim, în Home Journal cu o notă în care întreba, la cererea lui Poe, cine este autorul în dorința de a stârni interesul publicului cititor. Unii cititori, printre care Evert Augustus Duyckinck, presupuneau că autorul poemului era Willis. Versiunea inițială a avut 10 strofe. Executorul literar al lui Poe, Rufus Wilmot Griswold,a fost primul care a tipărit „Ulalume” fără strofa finală, versiune ce a devenit acum versiunea standard. Poe-însuși a recitat odată poezia cu strofa finală, dar a recunoscut că nu era inteligibilă și că abia era clară pentru el.

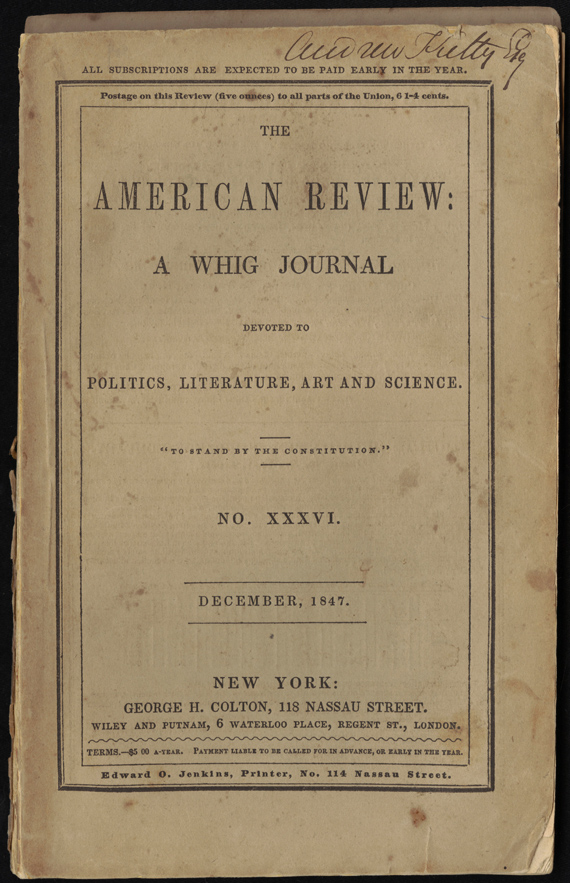
Coperta revistei The American Review, decembrie 1847, No. 36, George H. Colton, New York.

Prima traducere în limba română a fost realizată de Emil Gulian și publicată în decembrie 1937 în Revista Fundațiilor Regale, fiind inclusă în 1938 în volumul Poemele lui Edgar Allan Poe, editat de Fundația pentru Literatură și Artă „Regele Carol al II-lea” din București.

## Răspuns critic
Aldous Huxley, în eseul său „Vulgarity in Literature”, numește „Ulalume” „o carapace de un sunet nestemat”, implicând că este lipsită de substanță. Huxley folosește poemul ca un exemplu al poeziei lui Poe care este „prea poetică”, echivalentă cu purtarea unui inel cu diamant pe fiecare deget. Poetul Daniel Hoffman spune că citorul trebuie „să-și supună propria sa voință” „vrajei hipnotice” a poemului și „ritmului de o precizie mecanică” al lui. „Citind „Ulalume” este ca și cum ai face o mâncare de marțipan”, a spus el. „Ar putea fi hrană în ea, dar simțurile sunt ucise de gust, iar gustul îți dă durere de stomac”.
Poemul a primit, cu toate acestea, unele laude. O ediție de la începutul secolului al XX-lea al Encyclopædia Britannica a remarcat că muzicalitatea din „Ulalume” a fost un succes. „Reverberațiile monotone din Ulalume intonate corect ar produce în noi ceva de genul aceluiași efect produs asupra unui ascultător care nu știe niciun cuvânt din limba engleză”. George Gilfillan a remarcat în London Critic:  
„Acestea, pentru mulți, vor părea numai cuvinte; dar ce cuvinte minunate! Ce vrajă exercită ele! Ce unitate ciudată este în ele! Clipa în care sunt rostite, o imagine cețoasă, cu o întunecime ca ochiul unui criminal, mai jos, și cu frunzele galbene și subțiri de octombrie care vibrează pe sus, exponente ale unei suferințe care disprețuiește numele durerii, este atârnată în camerele sufletului vostru pentru totdeauna.”
După moartea lui Poe, Thomas Holley Chivers a pretins că „Ulalume” a fost plagiat după unul dintre poemele sale. Chivers a făcut mai multe acuzații nefondate similare împotriva lui Poe. Chiar și așa, el a afirmat că poezia a fost „nectar amestecat cu ambrozie”. Un alt prieten al lui Poe, Henry B. Hirst, a sugerat în numărul din 22 ianuarie 1848 al Saturday Courier că Poe a găsit „ideea de bază” a poemului într-o scriere a lui Thomas Buchanan Read.
Bret Harte a compus o parodie a poemului intitulată „The Willows”, prezentând naratorul în compania unei femei pe nume Mary, ieșind în fugă dintr-un bar pentru că nu mai avea bani: 
And I said 'What is written, sweet sister,
At the opposite side of the room?'
She sobbed, as she answered, 'All liquors
Must be paid for ere leaving the room.
Primul traducător în limba română, Emil Gulian, îl considera „una dintre poemele în care atmosfera specific poescă este cu deosebire și desăvârșit realizată, dar în același timp o poemă ciudată, târziu înțeleasă de cei care căutau cu orice preț în ea altceva decât poezia”.

## Mențiuni în alte opere artistice
- În romanul de debut al lui F. Scott Fitzgerald, This Side of Paradise, protagonistul Amory Blaine recită „Ulalume” în timp ce rătăcește prin țară. Un alt personaj, Eleanor Savage, îl numește pe Blaine „băiatul cu păr castaniu căruia îi place «Ulalume»”. Când cei doi sunt prinși într-o furtună, Savage se oferă să joace rolul lui Psyche în timp ce Blaine recită poezia.[35]
- În nuvela At the Mountains of Madness a lui H. P. Lovecraft, un personaj se referă la poem. În timp ce se uită la un munte, un personaj afirmă „acest munte, descoperit în 1840, a fost, fără îndoială, sursa imaginii lui Poe, când a scris șapte ani mai târziu”, recitând câteva versuri din „Ulalume”. Faimosul poem timpuriu „Nemesis”(1917) al lui Lovecraft a fost, de asemenea, influențat de o combinație între „Ulalume” și „Hertha” lui Algernon Swinburne.[36]
- Romanul A Night in the Lonesome October (1993) al lui Roger Zelazny și romanul Night in the Lonesome October (2001) al lui Richard Laymon își inspiră titlurile din acest poem, deși niciuna dintre cărți nu pare să semene cu scrierea lui Poe.
- În piesa A Streetcar Named Desire a lui Tennessee Williams  personajul Blanche DuBois aseamănă reședința surorii sale Stella cu „pădurea bântuită de vampiri din Weir”, o referire la „Ulalume”.
- În filmul Lolita (1962) al lui Stanley Kubrick, profesorul Humbert Humbert (James Mason) îi citește Lolitei (Sue Lyon) un fragment din poem.
- În istoria Armatei Uniunii intitulată This Hallowed Ground, autorul Bruce Catton, câștigător al Premiului Pulitzer, plasează Battle of Chickamauga din timpul Războiului Civil American ca petrecându-se într-un loc întunecos și înfricoșător ce evocă „pădurea bântuită de vampiri din Weir”.
- Cântărețul Jeff Buckley a înregistrat o lectură a acestui poem.
- În romanul de ficțiune istorică Mrs. Poe (2014) al lui Lynn Cullen, naratoarea și protagonista Frances Sargent Osgood folosește numele fals de doamna „Ulalume” atunci când ea și Edgar Allan Poe se strecoară împreună la Boston. Mai târziu în carte, Cullen sugerează că „Psyche” menționată în poem este de fapt Osgood, iubita lui Poe în carte, și că „Ulalume” se referă la fiica lor, care a murit în octombrie 1847.